# 河合克敏
河合 克敏（かわい かつとし、1964年5月2日 - ）は日本の漫画家。血液型はO型。静岡県浜松市浜名区（旧・引佐郡引佐町）出身。

## 経歴
上條淳士のアシスタントを経て、1987年『爆風ガールズ』（週刊少年サンデー8月増刊号）でデビュー。
1988年に第1回コミックグランプリ受賞作として連載が開始された柔道漫画『帯をギュッとね!』（週刊少年サンデー）が初の連載作品となる。この作品が全30巻を数える長期連載となり、一気に人気漫画家となった。
1996年より競艇を題材とした漫画『モンキーターン』（週刊少年サンデー）を連載、こちらも全30巻というヒット作となり、同作品にて1999年度第45回小学館漫画賞を受賞している。また2004年にはアニメ化もされた。
2006年12月より『週刊ヤングサンデー』にて書道を題材にした漫画『とめはねっ! 鈴里高校書道部』を連載開始、同誌の休刊により『ビッグコミックスピリッツ』に掲載の場を移し、2015年16号まで隔週連載した。同作はNHKでドラマ化され、2010年1月から2月にかけて全6回放映された。

## 作品リスト

### 連載
- 帯をギュッとね! - 『週刊少年サンデー』（1988年 - 1995年）
- モンキーターン - 『週刊少年サンデー』（1996年 - 2004年）- 2004年にアニメ化された。
- とめはねっ! 鈴里高校書道部 - 『週刊ヤングサンデー』（2006年 - 2008年）→『週刊ビッグコミックスピリッツ』（2008年 - 2015年）全178話
- うどんちゃん - 『eBigComic4』（2018年 - 2020年）全20話[4]

### 読切
- 引っ越し - 『週刊少年サンデー超』 （2003年5月25日号）
- 渋谷のエラン - 『週刊ヤングサンデー』（2005年33号、34号）
- 自転車ダイエットの旅 in 東北[注 2] - 『週刊ビッグコミックスピリッツ』（2016年37・38合併号）
- 「大河」が町にやってきた。[注 3] - 『週刊ビッグコミックスピリッツ』（2017年34号）

### キャラクターデザイン
- サンデー×マガジン クロスライン

### その他
- テレビドラマ『重版出来!』（2016年4月、TBS系） - 作中使用漫画・「ツノひめさま」（高畑一寸）の作画
- テレビアニメ『アニ×パラ〜あなたのヒーローは誰ですか〜 episode6 視覚障害者柔道』（2019年3月、NHK） - 原作

### 関連書籍
- 漫画家本Vol.5 河合克敏本（2018年、小学館、ISBN 9784091284488）

## アシスタント
- 木根ヲサム（1996年春〜1998年春）[5]
- 寒川一之[6]
- 倉薗紀彦（『モンキーターン』最終回までの約3年半）[7]
- 玉置一平[8]
- 宗我部としのり[9]